# Huile de coton

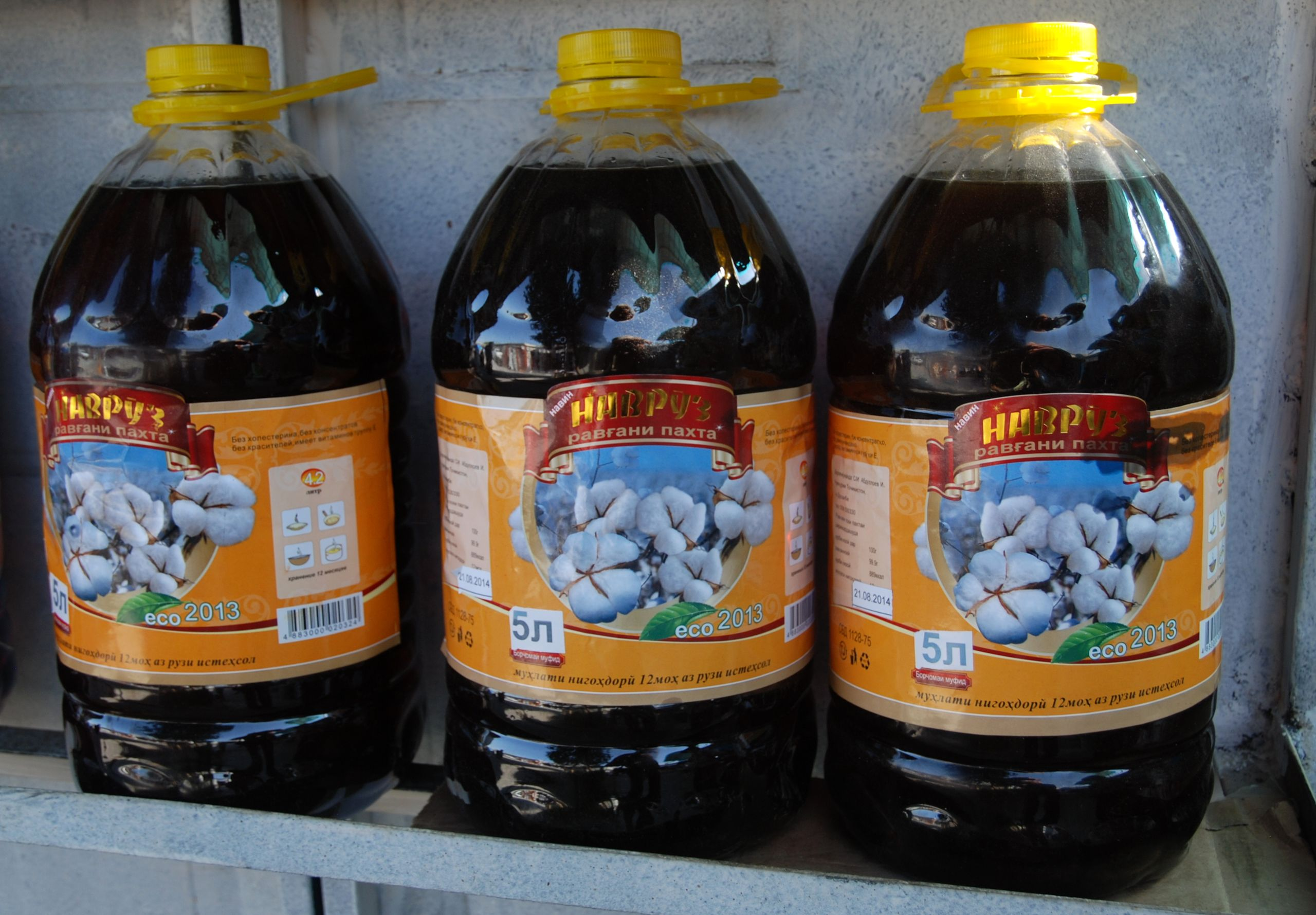
Bouteilles d'huile de coton.

L'huile de coton est une huile végétale, extraite des graines des capsules de coton.
Elle est utilisée comme huile alimentaire, notamment en Afrique et en Asie centrale, mais aussi dans de nombreux domaines non alimentaires comme les produits de beauté ou l'apprêt des cuirs.

## Composition
Ordre de grandeur des principaux composants de l'huile de coton
| Composé                 | % en masse |
| ----------------------- | ---------- |
| Acide linoléique        | 50 - 58    |
| Acide palmitique        | 22 - 28,7  |
| Acide oléique           | 13 - 19    |
| Acide stéarique         | 0,9 - 5    |
| Acide tétradécanoïque   | 0 - 1,5    |
| Acide alpha-linolénique | 0 - 0,5    |

## Production mondiale
| 1                | Chine        | 1.262.000 |
| 2                | Inde         | 1.240.400 |
| 3                | Pakistan     | 384.700   |
| 4                | Brésil       | 233.921   |
| 5                | États-Unis   | 225.000   |
| 6                | Turquie      | 211.900   |
| 7                | Ouzbékistan  | 176.291   |
| 8                | Australie    | 68.200    |
| 9                | Burkina Faso | 64.257    |
| 10               | Mali         | 61.600    |
| Source : FAOSTAT |              |           |